# Agonoxenidae
Agonoxenidae là một họ bướm đêm thuộc bộ Lepidoptera. Họ này chỉ gồm 4 loài đã được đặt tên trên toàn thế giới, các loài này đều thuộc chi đặc trưng Agonoxena – nếu (e.g. following Nielsen et al., 1996) họ Blastodacnidae được xem là một họ tách biệt.

## Các chi đặc trưng
- Agonoxena Meyrick, 1921
- Blastodacna Wocke, 1876
- Chrysoclista Stainton, 1854
- Dystebenna Spuler, 1910
- Haplochrois
- Heinemannia Wocke, 1877
- Spuleria Hofmann, 1897
- Tetanocentria Rebel, 1902